# Unión de Rugby del Uruguay
Unión de Rugby del Uruguay – ogólnokrajowy związek sportowy, działający na terenie Urugwaju, posiadający osobowość prawną, będący jedynym prawnym reprezentantem urugwajskiego rugby 15-osobowego i 7-osobowego, zarówno wśród mężczyzn, jak i kobiet we wszystkich kategoriach wiekowych w kraju i za granicą. Członek World Rugby i Sudamérica Rugby.
Odpowiedzialny jest za promocję tego sportu, prowadzenie urugwajskich drużyn narodowych, a także za szkolenie zawodników oraz organizowanie krajowych rozgrywek ligowych.

## Historia
Rugby trafiło do Urugwaju w drugiej połowie XIX wieku wraz z brytyjskimi pracownikami i przez dłuższy czas sport ten był uprawiany jedynie w ich gronie, w szczególności w Montevideo Cricket Club. Po okresie ekspansji pod koniec pierwszej połowy XX wieku nastąpiła konieczność stworzenia innych klubów i zorganizowania lokalnych rozgrywek. W 1950 roku zorganizowano pierwszy turniej, którego inicjatorem był Carlos E. Cat – retrospektywnie uznany za pierwsze mistrzostwa kraju. Udział w nim wzięły Montevideo Cricket Club, Old Boys Club, Colonia Rugby oraz Carrasco Polo Club, który wystawił dwie drużyny. Sukces tego turnieju pociągnął za sobą stworzenie 31 stycznia 1951 roku ogólnokrajowego związku rugby.
URU był członkiem założycielem CONSUR, natomiast członkiem IRB został w 1989 roku. Przez Urugwajski Komitet Olimpijski związek został uznany w marcu 2011 roku.

### Prezesi związku
Na podstawie.
- 1951–1957 Carlos E. Cat
- 1957–1962 Jorge Jiménez de Aréchaga
- 1962–1963 Eduardo Crispo Ayala
- 1963–1971 Gordon Adams
- 1971–1973 Ernesto Llovet
- 1973–1975 Nigel Davies
- 1975–1977 Domingo Tricánico
- 1978–1983 Ernesto Llovet
- 1984–1987 Andrés Pollak
- 1987–1989 Eduardo Fynn Larriera
- 1990–1997 Atilio Rienzi
- 1998 Pedro Bordaberry, Richard Van Rompaey, Jorge Villa
- 1999–2001 Andrés Sanguinetti
- 2002–2003 Atilio Rienzi
- 2004–2005 Antonio Vizintín
- 2006–2007 Pablo Ferrari
- 2008–2009 Gustavo Zerbino
- 2010–2011 Gustavo Zerbino
- 2012–2014 Marcello Calandra
- od 2014 Sebastian Piñeyrua